# 端脑 (网络剧)
《端脑》（英語：Welcome To Die Now），2017年中国大陆科幻剧，改编自壁水羽於有妖气网站上连载的同名漫画《端脑》，由于中中担任导演，陈起贤担任音乐总监，朱元冰、蔣依依、黄一琳、杨奇煜、赵奕欢、谢佳见领衔主演，搜狐视频于2017年12月6日首播。

## 播出时间
| 频道     | 所在地   | 播映日期      | 播出时间 | 备注        |
| -------- | -------- | ------------- | -------- | ----------- |
| 搜狐视频 | 中国大陆 | 2017年12月6日 | 每週二   | 20:00~20:30 |

## 劇情
《端脑》，一個真人互動的對抗遊戲（亦可解讀為真人網絡遊戲）。通過系統，玩家們的思維會互聯、對抗。遊戲以單局呈現（遊戲內容在開局前會有相對應的介紹），勝者亦將會有相對應的獎勵。但其中有兩點特別注意事項：
1. 此遊戲非絕對靠武力而能贏取的任務。
2. 由於此遊戲是靠大腦互聯，因此，遊戲時間不能以現實時間參照（遊戲時間可能很短或很長）。

要離開遊戲，則須以玩家的能力決定。遊戲中玩家為隨機匹配，當能力到達一定程度（滿足特定條件下），即可選擇想要聯繫的玩家。
男主為解救困在「端腦遊戲」中的女主'晴知'而進入端腦遊戲中，並闖破一連串關卡，在接連打敗資深玩家博卞的情況下成為頂尖玩家，最後獲得可隨意進入遊戲尋找特定玩家的戒指，進而解救晴知脫離遊戲。

## 演员列表

### 主要演员
| 演員                             | 角色              | 介紹 |
| 朱元冰 （領銜出演）              | 夏驰              | 京南大學推理研究社成員→端腦遊戲新手玩家（新卡）→谎言迷宫7号選手→端腦遊戲高級玩家（二維卡） 被社長及《端腦》遊戲GM戲稱為（夏馳寶寶）、被資深玩家博卞戲稱為（小可愛）。一日收到女友晴知求助訊息，於言談過程中失去其訊號，女友就此失蹤。且一切曾經存在的蹤跡全部被抹煞。只剩男主及社長知曉其曾存在過。若不是適時出現的一枚許願幣，連男主都會認為其女友的存在是幻想出來的念頭。在確認「季陸」一詞隸屬一真實案例後，與社長兼死黨至其叔叔處查找相關卷宗，也依據卷宗內相關證據內容，意外開啟端腦入口。與刘一雅、石寬共闖新手試煉關四關，在第四（實際是第三）關。與刘一雅合作淘汰石寬並順利進入第四關PK賽。但刘一雅被男主設計淘汰（最終只得2分）。與3号選手春絮香合作共闖正式關「谎言迷宫」關卡。但在最後一關卡完成後，博卞暗自射殺春絮香。春絮香在命懸一線下依舊完成了任務。獲得相應點數，渡過負分死亡之風險。為感謝夏馳的通關協助，用遊戲點數1點向端腦安保公司聘僱一保鑣贈與夏馳。石寬遊戲失敗含恨在心，與組織內殺手夥伴，數次狙殺夏馳，後夏馳反殺，致石寬於過程中誤殺組織的老七，石寬自己也受到系統反噬而亡。 男主為解救困在「端腦遊戲」中的女主'晴知'而進入端腦遊戲中並闖關一連串關卡，在接連打敗資深玩家博卞的情況下成為頂尖玩家，最後獲得可隨意進入遊戲尋找特定玩家的戒指，進而解救晴知脫離遊戲。 |
| 蔣依依 （領銜出演）              | 晴知／ 贏世界晴知 | 京南大學推理研究社成員→端腦遊戲新手玩家（二維卡） 原為男主之大學女友。一日收到一封刑事案件中的關鍵信，受其驚嚇，意欲求助男友夏驰，言談過程中失去訊號，就此失蹤。且一切曾經存在的蹤跡全部被抹煞。只剩其男友及社長知曉其曾存在過。 |
| 楊奇煜 （領銜出演）              | 孟秦／ 贏世界孟秦 | 京南大學推理研究社社長→端腦遊戲新手玩家（新卡） 男主的學長兼朋友。 一日聽聞好友兼死黨的女友晴知失蹤。且一切曾存在的蹤跡全部遭抹煞。只剩男主及自己知曉其曾存在過。若不是適時出現的一枚許願幣，連男主與自己都會認為其女友的存在是男主幻想出來的念頭。在確認「季陸」一詞隸屬一真實案例後，與好友兼死黨至叔叔處查找相關卷宗，也因此誤打誤撞地開啟端腦入口，並隨男主一起進入其中。雖在入口處但不想進入遊戲，因此在遊戲入口前等待夏驰之際，因無聊順勢調戲AI－小冬，將其暱稱為（冬妹妹）。 |
| 黄一琳 （領銜出演）              | 春絮香            | 端腦遊戲高級玩家（二維卡）→谎言迷宫3号選手 故作新萌選手，意欲拐騙其他選手為自己護航，後與男主夏馳合作共闖正式關「谎言迷宫」關卡。在最一關卡，被5號選手博卞射殺。春絮香在命懸一線下依舊完成了任務。獲得關卡的相應點數，渡過負分死亡風險。為感謝夏馳的通關協助，用自個兒遊戲點數1點向端腦安保公司聘僱一保鑣贈與夏馳。 |
| 赵奕欢 （特別出演）              | I 7               | 女保鑣 端腦贏世界安保公司保鑣，孤兒，三歲被賣入安保公司訓練成保鑣。為保持保鑣肉體的活力，在未被客戶雇傭時（四個月冷凍，解凍後重新魔鬼訓練－持續循環運作，所以肉體年齡二十歲，實際年齡已54歲）。 春絮香為感謝夏馳的通關協助，用遊戲點數1點向端腦安保公司聘購一保鑣贈與夏馳。石寬遊戲失敗含恨在心，與組織內殺手夥伴，數次狙殺夏馳失利，I 7與夏馳合作反殺，致讓石寬誤殺其組織的老七，而石寬自己也受到系統反噬而亡。 |
| 谢佳见 （馬來西亞） （特別出演） | 博卞              | 端腦遊戲高級玩家（二維卡）→谎言迷宫5号選手 內心黑暗遊戲中喜殺人，並拍照留存紀念，與男主夏驰一起參加「谎言迷宫」關卡，途中射計殘殺同隊所有隊員（6號、4號、2號），在最後一關卡完成後，射殺春絮香。 遊戲內與現實生活中的人物設定不太同 |

### 其他演员
| 演員                | 角色   | 介紹 |
| 溫昇豪 （友情出演） | 薛鑫   | 偵探推理小說家 與季陸是多年的筆友，歷年來相互進行反復循環的猜謎遊戲，輪換著寄發謎題給對方，由另一方破解相關謎題後。將破解後的答案與新出謎題，再寄給對方，如此反覆下去。由於此遊戲已進行多年，雙方一直無法打破僵局，薛鑫想要急速擊敗對方，暗想若讓對方永遠無法回復自己,就可以終止此猜謎死循環。就像其筆下人物，實施一場完美犯罪（無指紋，無血跡、無腳印、無動機）之密室殺人案。殺人案發生後的第二日，薛鑫依舊收到季陸親手寄發的新謎題。再仔細查證後，確認是其親手寄發。隨信附件尚含有兩樣東西（一張名片大小的卡片、一張滿布密碼的紙條）。薛鑫第一時間就承認了犯行，但卻記不起其犯罪動機，警方雖已破案，但依舊查不出薛鑫的殺人動機。及最後一封信的寄發者。 |
| 施羽 （友情出演）   | 季陸   | 端腦遊戲高級玩家（二維卡） 與薛鑫是多年的筆友，歷年來相互進行反復循環的猜謎遊戲，輪換著寄發謎題給對方，由另一方破解相關謎題後。將破解後的答案與新出謎題，再寄給對方，如此反覆下去。因薛鑫想終止此猜謎死循環。暗地謀殺了這多年的筆友，季陸死前曾親手寄發最後一封新謎題給薛鑫。促讓薛鑫驚嚇不已。 |
| 戚薇 （特別出演）   | 小冬   | 端腦遊戲開局引導及大廳管理員（AI－NPC） 推理社社長孟秦在遊戲入口前等待夏驰之際，因無聊順勢調戲AI－小冬，將其暱稱為（冬妹妹）。 |
| 张予曦 （友情出演） | 刘一雅 | 松江大學音樂系學生→端腦遊戲新手玩家 與男主夏馳共闖新手試煉關四關，在第四（實際是第三）關。與男主合作淘汰石寬，順利進入第四關PK賽。但被男主設計淘汰（只得1分），GM為感其表現良好，特發布「鼓勵性表揚」（但最終也只有2分）。 |
| 郝率                | 石寬   | 松江大學畢業生／槍械愛好者之專業人士／端腦贏世界基地組織的老六→端腦遊戲新手玩家 與男主夏馳共闖新手試煉三關。在第四（實際是第三）關。被男主設計淘汰。遊戲失敗含恨在心，與組織內殺手夥伴，數次狙殺夏馳，後夏馳反殺，致石寬於過程中誤殺組織的老七，自己也受到系統反噬而亡。 |
| 李佳颖 （友情出演） | 孙盼盼 | |
| 李茂 （友情出演）   | 大陸   | 谎言迷宫2号選手 東南時事社會版記者，與男主夏驰一起參加「谎言迷宫」關卡。對分兩隊，闖關過程中被5號選手博卞射殺。 |
| 弦子 （友情出演）   | 李莉   | 谎言迷宫4号選手 經常上電視文化講壇（唐詩）之學者，與男主夏驰一起參加「谎言迷宫」關卡。對分兩隊，闖關過程中被2號選手（記者）刺殺。 |
| 葉星辰              | 嘉利   | 京南大學計算機系學生／端腦贏世界基地組織（SHRIKE）的頭領 季陸的姪女 端腦世界中孟秦學長的女友（或者是夏驰幻覺臆想）兼臥底， |
| 汪苏泷 （友情出演） | 周辰   | |